# Rileya vardyi
Rileya vardyi är en stekelart som beskrevs av Subba Rao 1978. Rileya vardyi ingår i släktet Rileya och familjen kragglanssteklar.
Artens utbredningsområde är Peru. Inga underarter finns listade i Catalogue of Life.